# DR VokalEnsemblet
Das DR VokalEnsemblet ist das 2007 gegründete 18-köpfige gemischte Vokalensemble des dänischen Rundfunks mit Sitz in Kopenhagen.
Der Rundfunkchor wird von Marcus Creed geleitet, der 2014 als Chefdirigent auf Olof Boman folgte. Zu den Gastdirigenten des Klangkörpers gehörten u. a. Stephen Layton, Fredrik Malmberg, Peter Dijkstra und Paul Van Nevel. Das chormusikaliche Repertoire erstreckt sich von Alter Musik über die Musik der Romantik bis hin zur zeitgenössischen Musik. Es fühlt sich eng mit der skandinavischen, insbesondere der dänischen Musik verbunden. So schrieben Per Nørgård und Sven-David Sandström u. a. eigens Stücke für das Ensemble. Der Chor ist flexibel einsetzbar und kann um die 56 Sänger des DR KoncertKoret erweitert werden. Er arbeitete u. a. mit dem Concerto Copenhagen, dem Malmö Sinfonieorchester und dem Bergen Philharmonic Orchestra sowie dem NDR zusammen. Weiterhin kooperiert es mit dem DR SymfoniOrkestret und dem Danmarks Underholdningsorkester.
Das DR VokalEnsemblet veröffentlichte mehrere CDs u. a. bei Dacapo Records und Naxos. Im Jahr 2012 erhielt der Rundfunkchor für die Weltersteinspielungen von Werken der Komponisten Uģis Prauliņš, Daniel Börtz, Sunleif Rasmussen und Peter Bruun zusammen mit Michala Petri den Echo Klassik. Außerdem war die CD für zwei Grammy Awards 2013 nominiert. 2015 wurde er für die Chormusikeinspielung von Messiaens L’Amour et la Foi mit dem Diapason d’or de l’année ausgezeichnet.